# Liérganesi kőhíd
A liérganesi kőhíd (Puente Mayor) az észak-spanyolországi Liérganes község egyik régi műemléke.
A helyiek gyakran emlegetik „római hídként”, azonban ez az elnevezés téves, ugyanis, bár már a középkorban is állt ugyanitt egy híd, a ma is látható hidat 1587 és 1606 között építette Bartolomé de Hermosa kőművesmester. Az építkezés annak az 1580-as évek második felében lezajló folyamatnak a része volt, amelynek során a térség legfontosabb, addig fából készült hídjait kőhidakkal helyettesítették. A liérganesi kőhíd elkészülte azonban egy vitát is szült: a szomszédos Rucandio település ugyanis, bár a híd hasznát élvezte, nem volt hajlandó kifizetni a költségek egy részét, mivel állításuk szerint a híd nem az ő területükön található, és minden településnek csak a saját építkezéseit kell fizetnie. Az ügy végül a valladolidi bíróságig jutott, akik úgy ítélték, a két településnek fele-fele arányban kell hozzájárulnia a költségekhez. Az eset hullámai végül még évekkel a híd átadása után sem ültek el: tudni lehet, hogy 1612-ben néhány helyi lakost bebörtönöztek az üggyel kapcsolatban.
Az egynyílású, a folyó köveiből készült, a Miera folyó fölött átvezető ívhíd a Kantábria autonóm közösség középpontjából kissé északkeletre található Liérganesben található, a település El Mercadillo és El Calgar nevű részeit köti össze. Egyik lábánál található a legendás liérganesi halember szobra, mellette pedig egy régi malomépület (1667-ben épült, a 19. század végéig használták), ahol a halemberrel kapcsolatos kis múzeumot rendeztek be.

## Képek

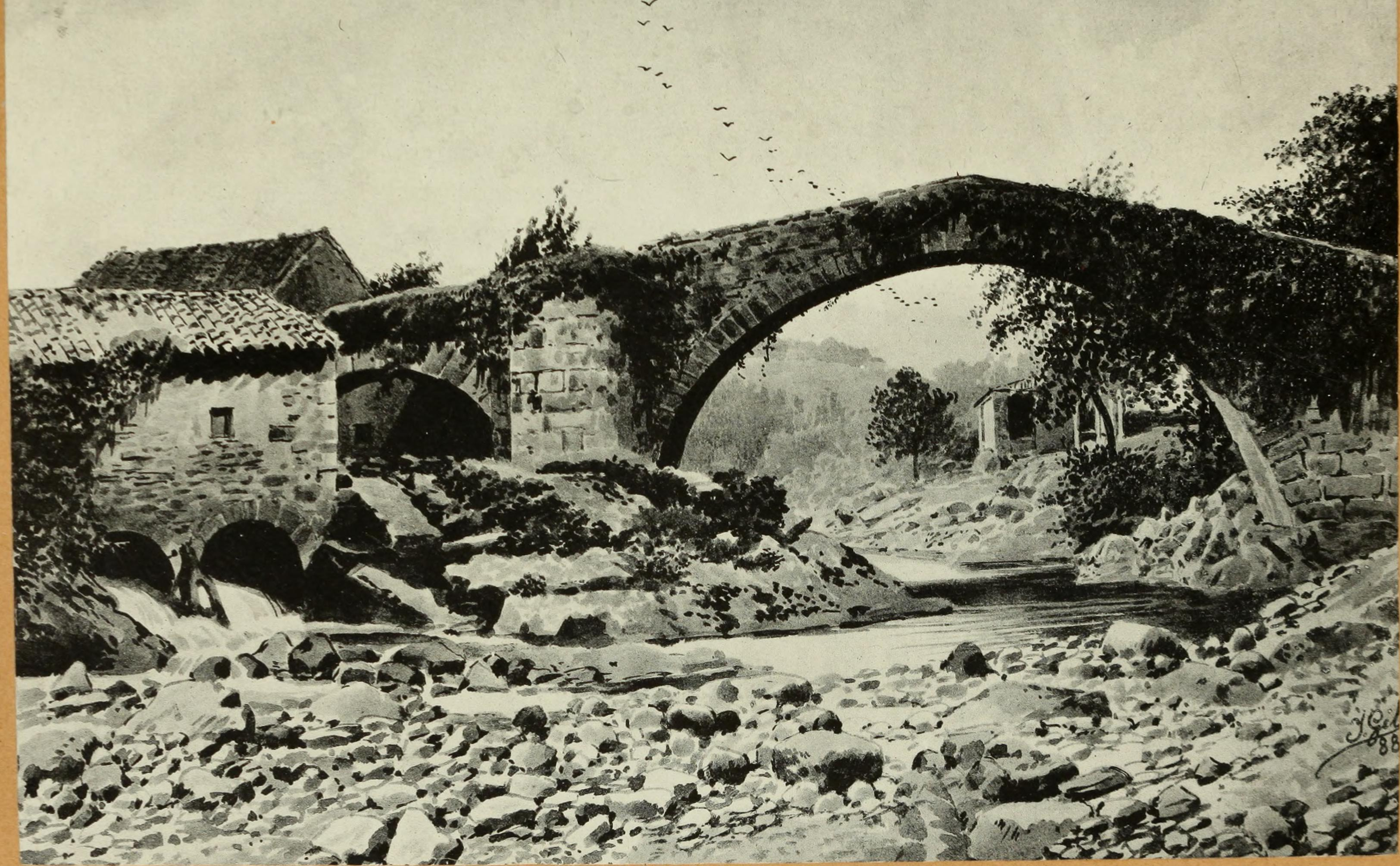
A híd képe egy 1884-es könyvben
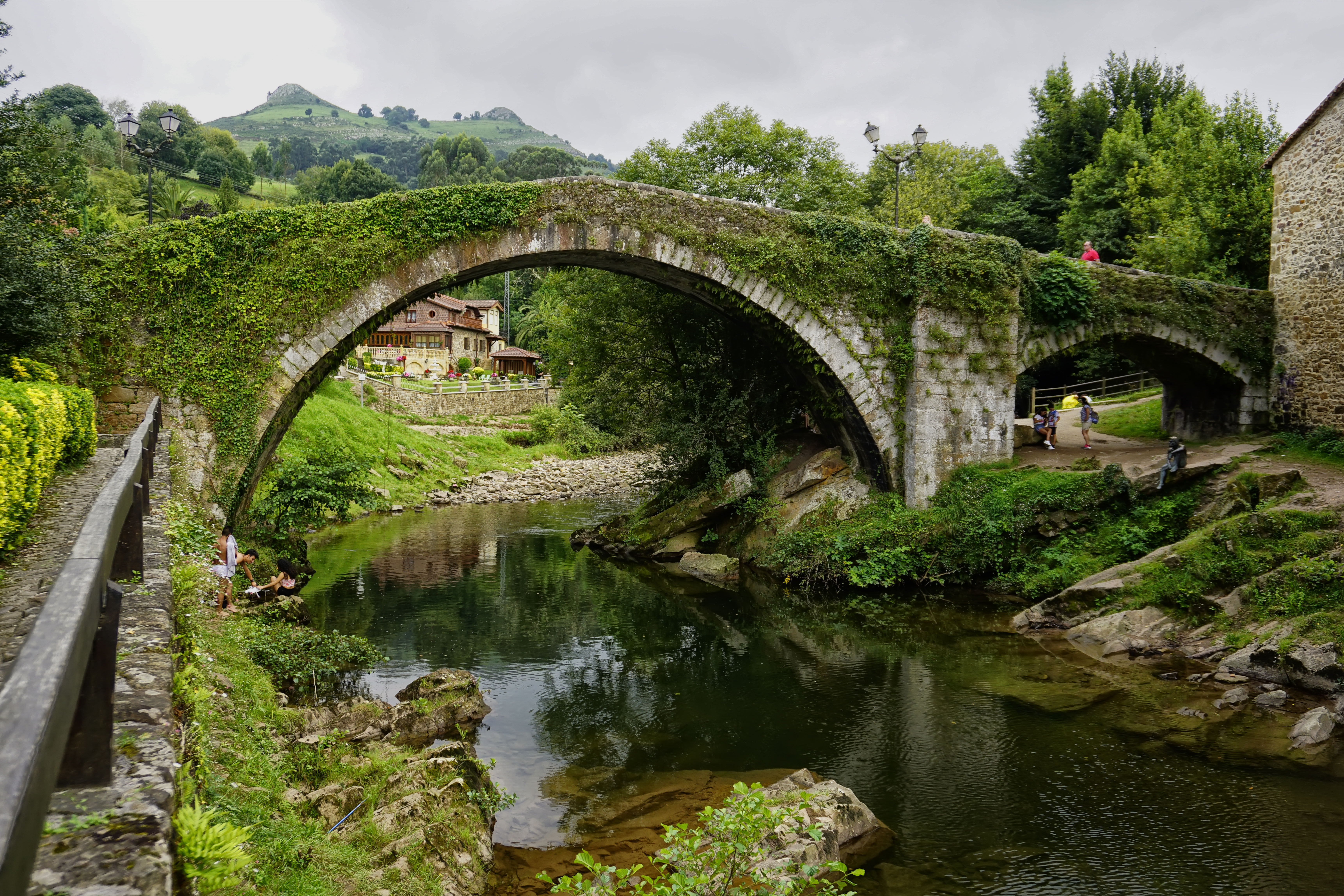
A híd és környezete
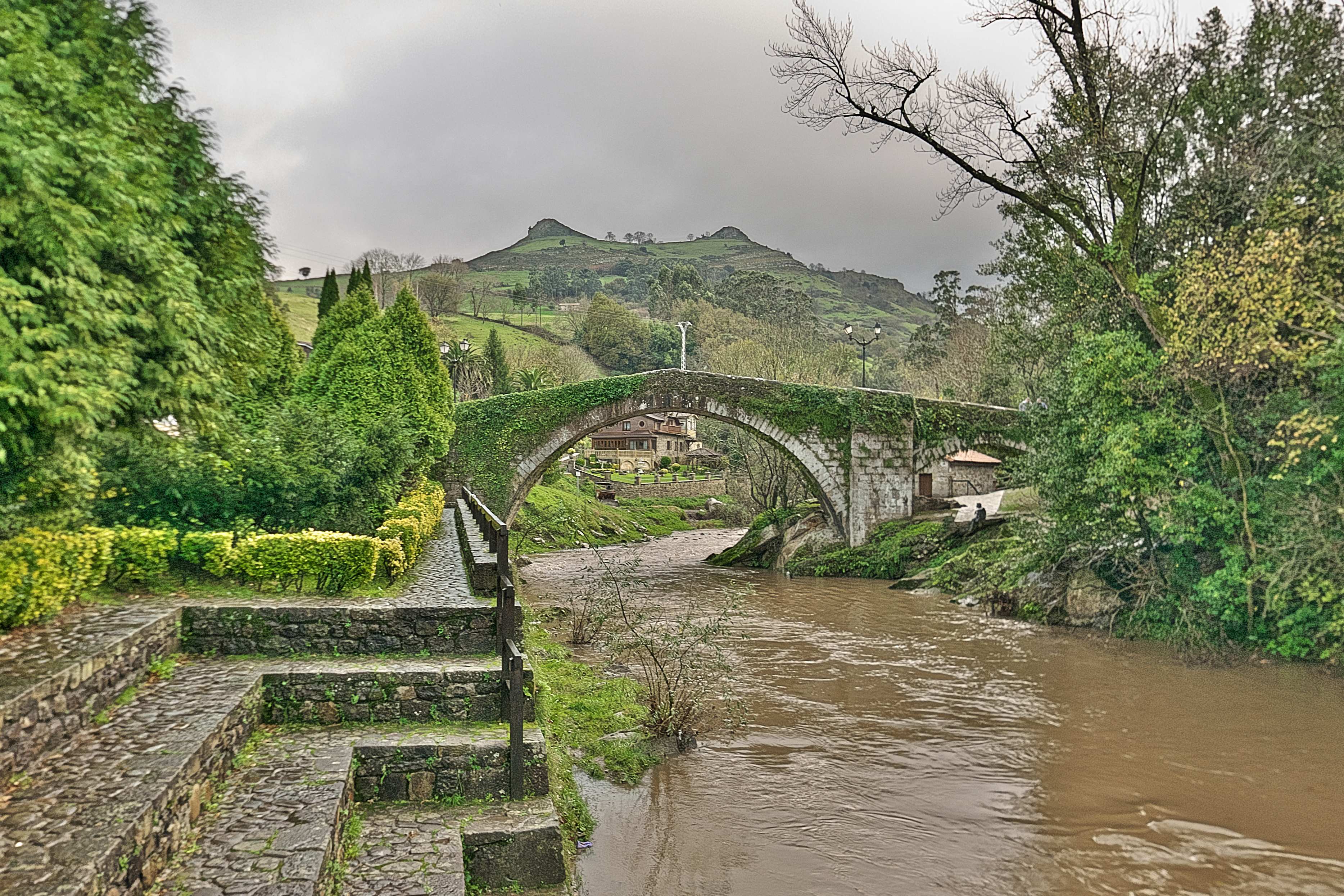
A híd és környezete
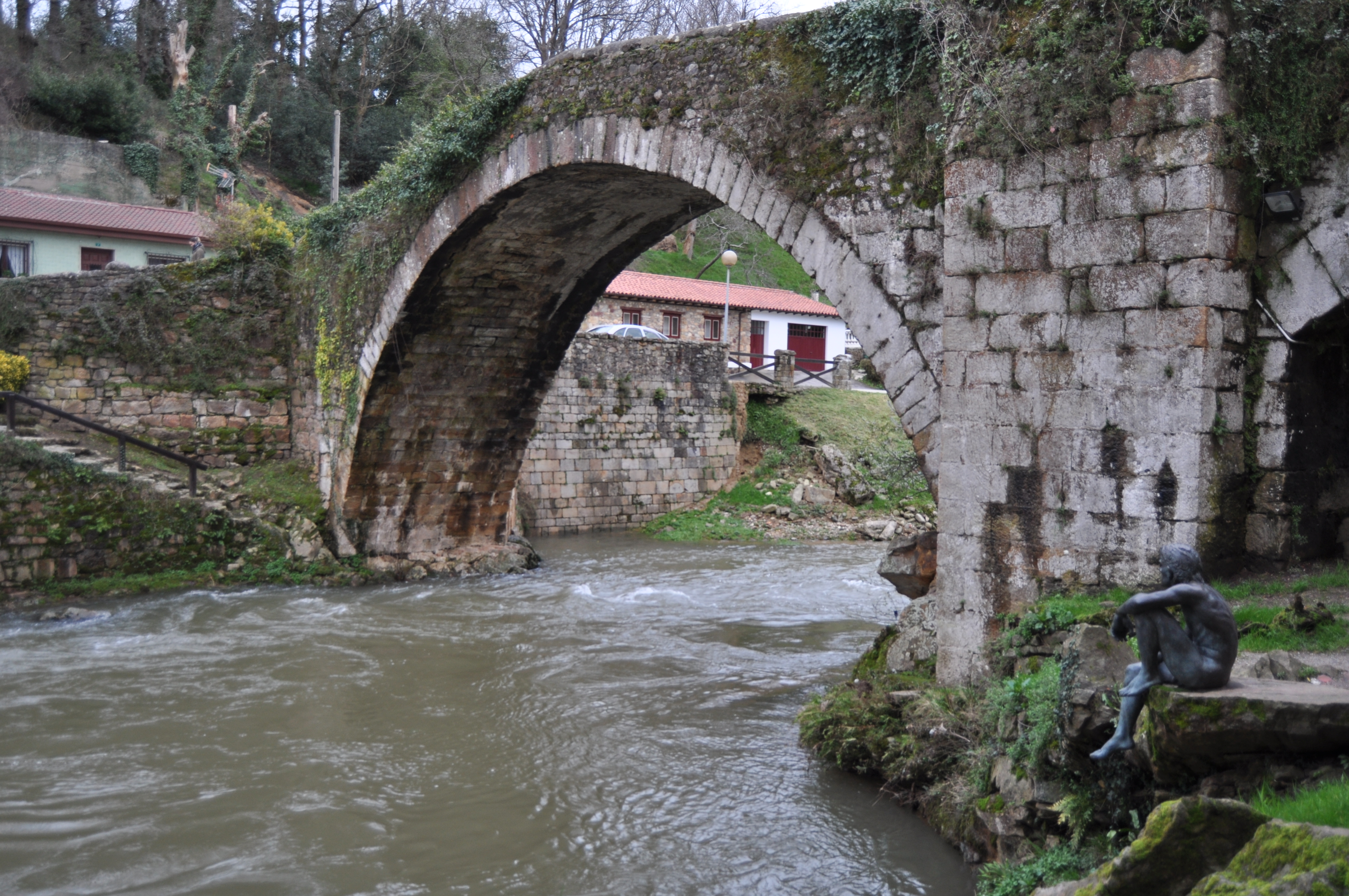
A híd és a legendás liérganesi halember szobra